# Adolf Häberle
Adolf Gottlieb Häberle (* 25. Juni 1886 in Stuttgart; † 11. Juli 1959 in Ulm) war ein deutscher Kunsthistoriker.

## Leben
Häberle war eines von mehreren Kindern des Stuttgarter Weingärtners und Brunnenmachers Jakob Gottlieb Häberle (1837–1898) und dessen zweiter Ehefrau Charlotte geb. Fritz.
Er arbeitete zunächst als Architekt. 1924 wurde er unter Julius Baum Kustos am Ulmer Museum. Nach dessen Entlassung 1933 war er bis 1945 Leiter des Museums, danach bis zu seinem Eintritt in den Ruhestand im Jahr 1951 weiterhin Kustos am Museum. 
In seine Amtszeit fiel 1937 in der zentralen Aktion „Entartete Kunst“ die Beschlagnahme einer bedeutenden Anzahl von Gemälden, Grafiken und Plastiken aus der Sammlung des Museums.
Adolf Häberle starb am 11. Juli 1959 im Alter von 73 Jahren in Ulm. Er hinterließ seine Ehefrau Elsbeth geb. Wagner, mit der er seit 1919 verheiratet gewesen war, sowie die Tochter Liselotte (* 1920). Sein Nachlass befindet sich im Stadtarchiv Ulm.

## Veröffentlichungen (Auswahl)
- Die Kienlen, eine Ulmer Goldschmiedefamilie. In: Das schwäbische Museum. Zeitschrift für Kultur, Kunst und Geschichte Schwabens 1, 1926, S. 17–31.
- Verzeichnis der ausgestellten Gegenstände. Museum der Stadt Ulm, Ulm 1927.
- Die Zunftaltertümer des Museums der Stadt Ulm. Museum der Stadt Ulm, Ulm 1929.
- Die Goldschmiede zu Ulm. Museum der Stadt Ulm, Ulm 1934.
- Ulmer Münz- und Geldgeschichte des Mittelalters. Museum der Stadt Ulm, Ulm 1935.
- Ulmer Münz- und Geldgeschichte des XVI.–XIX. Jahrhunderts. Museum der Stadt Ulm, Ulm 1937.
- Die berühmten Ulmer Maserpfeifenköpfe in ihrer kultur- und wirtschaftgeschichtlichen Bedeutung. Wirth, Amberg 1950.